# Nem akarok többé játszani
A Nem akarok többé játszani Keresztes Ildikó hetedik kislemeze. A dal legelőször rock verzióban látott napvilágot, ez egy nem hivatalos, nem megvásárolható demó verzió volt. Majd 2013. február 1-jén egy digitális válogatáslemezen, végül február 22-én önálló digitális kislemez formában is megjelent. Keresztes Ildikó ezzel a dallal vett részt a 2013-as Eurovíziós Dalfesztivál magyarországi előválogatójában, A Dalban, ahova a döntőbe bejutva, az 5–8. helyen végzett. 2014-ben a zeneszerző-szövegíró Köteles Leander, a Leander Rising együttes frontembere a zenekar Öngyötrő c. lemezén is megjelentette a dalt, immár az együttes átdolgozásában. 2018-ban a Leander Szimfonik Live at BMC albumán is megjelent, továbbá a Leander Kills zenekar 2020-ban kislemezként is megjelentette új átdolgozásban.

## Toplista
| Toplista (2013)              | Helyezés |
| ---------------------------- | -------- |
| MAHASZ Single (track) Top 40 | 9        |